# William Dellinger
Pour les articles homonymes, voir Dellinger.
William Solon Dellinger, dit Bill Dellinger, né le 23 mars 1934 à Grants Pass (Oregon) et mort le 27 juin 2025, est un athlète américain pratiquant le demi-fond. 
Il est double recordman du monde en 1959, et médaillé olympique à Tokyo en 1964. Il devient ensuite entraîneur.

## Biographie

### Carrière
Il s’illustre dans les compétitions internationales sur le  5 000 m en s'imposant sur cette distance aux Jeux panaméricains de 1959. Il participe aux jeux olympiques d’été de 1956, 1960 et obtient le bronze aux Jeux olympiques de Tokyo en 1964. Il poursuit sa carrière comme entraîneur.
Il prend sa retraite de l'Université de l'Oregon en 1998 et rejoint son mentor, Bill Bowerman, en tant qu'intronisé au National Track and Field Hall of Fame en 2001, mais se retire après un accident vasculaire cérébral en 2000.
Rudy Chapa (ancien athlète sous l'aile de Dellinger) dit de lui : « [il] était l'un des plus grands entraîneurs de tous les temps. Il nous a donné tellement plus que des conseils sur la piste ; il nous a donné son cœur. Bill était profondément aimé, et il manquera profondément à ses athlètes, à la communauté Eugene-Springfield et à tout le monde de l'athlétisme ».
Il a reçu le prix Dellinger Legend Coach en 2001.

### Mort
William Dellinger meurt le 27 juin 2025 à l’âge de 91 ans.

## Palmarès

### Jeux olympiques d'été
- Jeux olympiques de 1964 à Tokyo,  Japon
  -  Médaille de bronze

### Record du monde
- record du monde du 2 miles en salle en 8 min 49 s 9 en 1959
- record du monde du 3 miles en salle en 13 min 37 s 0 en 1959